# 旧柔佛
旧柔佛是马来西亚柔佛州哥打丁宜县的一个巫金，位于柔佛河沿岸，面积19.3平方（7.5平方英里），位於柔佛河河畔，曾是一個繁榮的港口及柔佛苏丹国的首府。

## 歷史

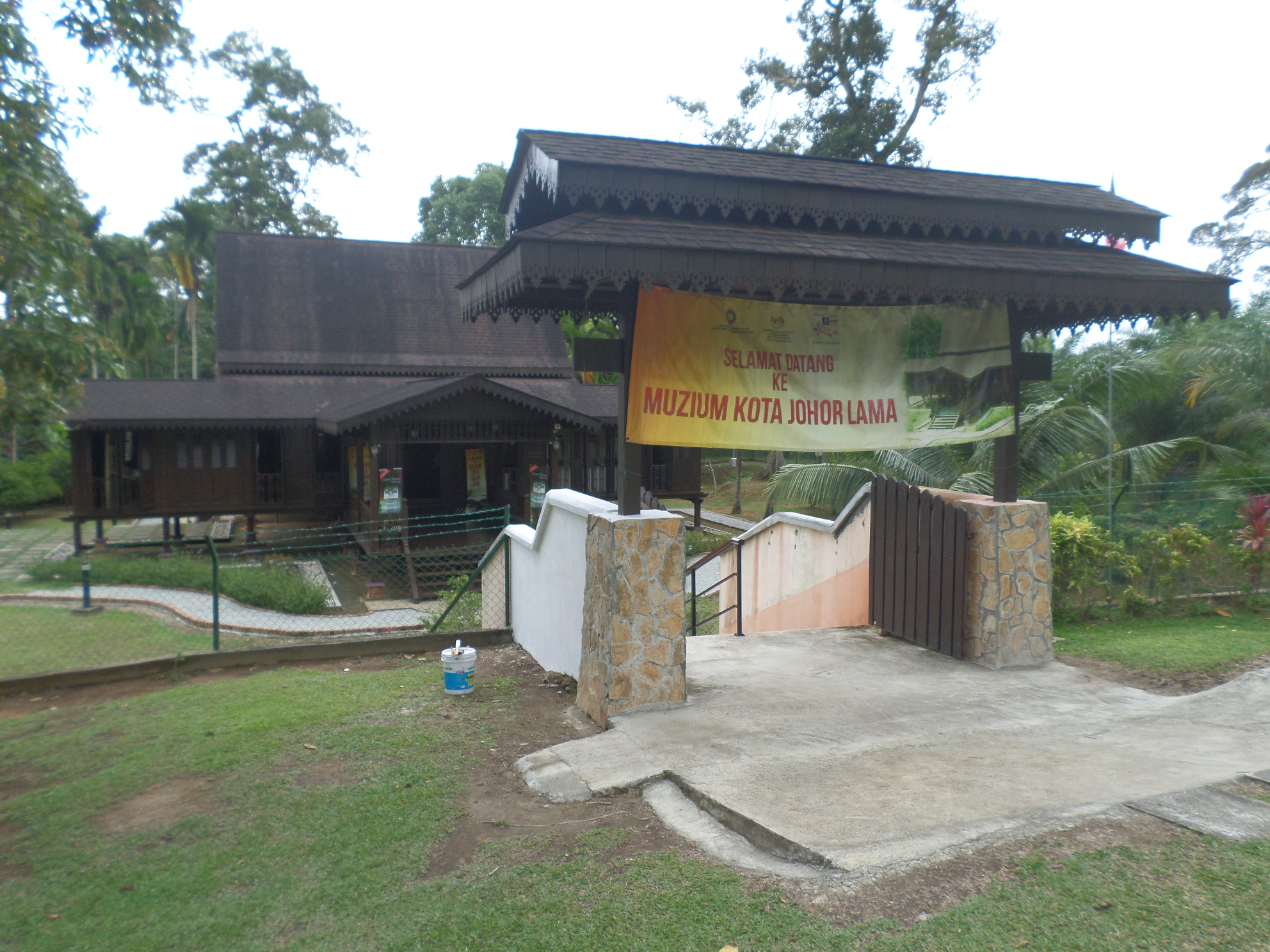
旧柔佛博物館

旧柔佛位於柔佛蘇丹國前首都哥打巴都(Kota Batu) 遺址附近。哥打巴都是在1511年馬六甲蘇丹國滅亡後不久由阿拉烏丁二世建立。1564年，哥打巴都被亞齊人洗劫並燒毀，首都因而遷至士魯育山（Bukit Seluyut）數年
。
1570年代初，蘇丹阿里賈拉（Ali Jalla）重新收復哥打巴都地區，並在旧柔佛重建首府。 柔佛蘇丹國最初與葡萄牙結盟對抗亞齊人，但由於阿里·賈拉沒收了一艘在柔佛河口失事的葡萄牙船隻的貨物，葡萄牙人阻止馬六甲商人與柔佛進行貿易，雙方關係惡化。 隨後，阿里賈拉強迫船隻前往柔佛喇嘛，並於1587年1月襲擊馬六甲。作為報復，葡萄牙封鎖柔佛河。同年年尾，保羅·利馬·德·佩雷拉(Dom Paulo Lima de Pereira) 率領葡軍佔領旧柔佛。因此，柔佛州首府遷往柔佛河上游的峇都沙瓦
。
旧柔佛後來被重建，一段時間以來，城鎮繼續被用作大型船隻的港口，貨物可以從此運往上游到峇都沙瓦等城鎮。在1604年，旧柔佛再次被葡軍摧毀。

## 設施

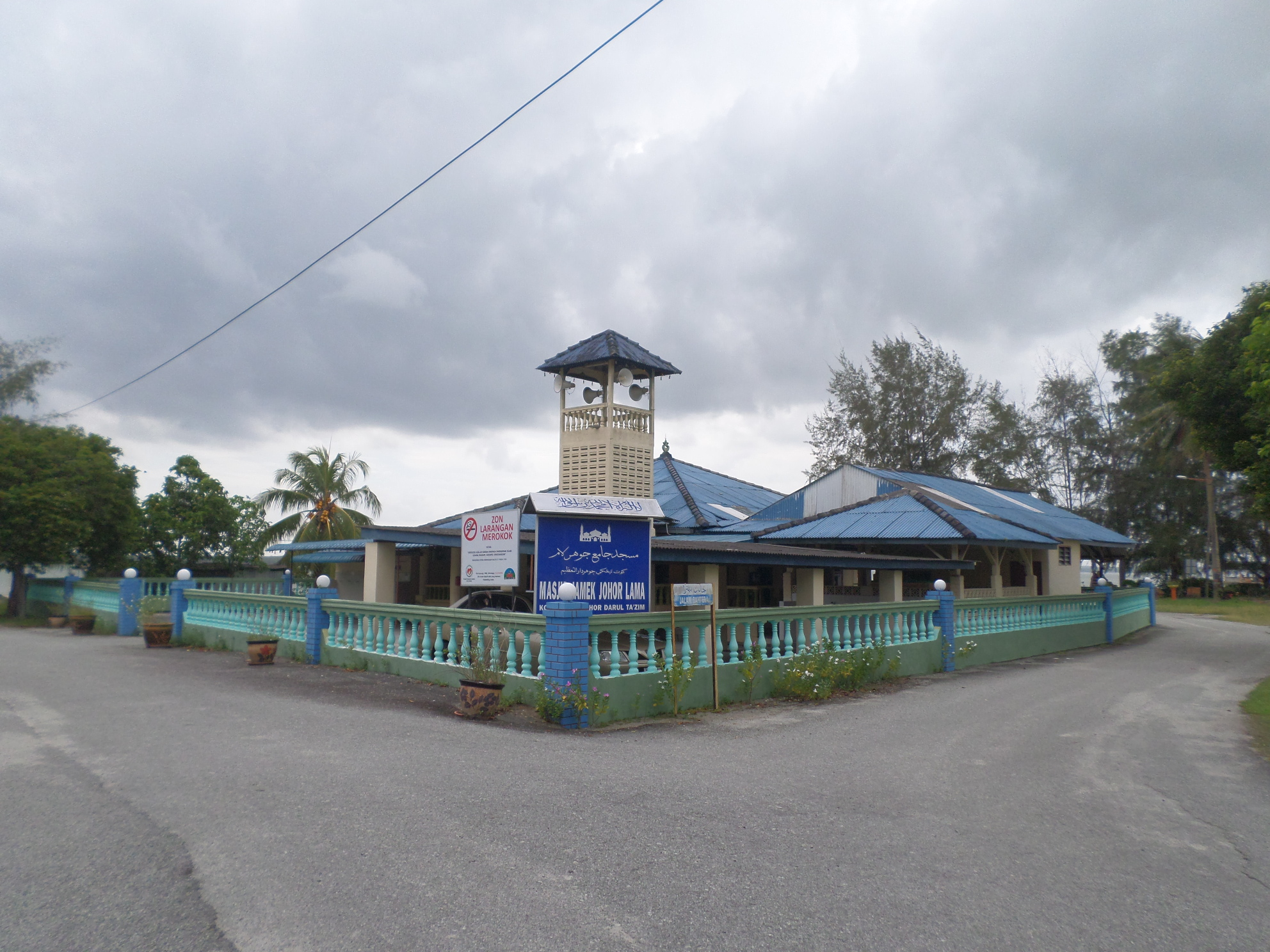
旧柔佛佳密清真寺

### 教育
- 柔佛甘榜國小（Sekolah Kebangsaan Johor Kampung）

### 宗教
- 佳密清真寺

## 交通
- 駕車駛經聯邦92號公路到達。